# Odisheim
Odisheim (niederdeutsch Godshem) ist eine Gemeinde in der Samtgemeinde Land Hadeln im niedersächsischen Landkreis Cuxhaven.

## Geographie

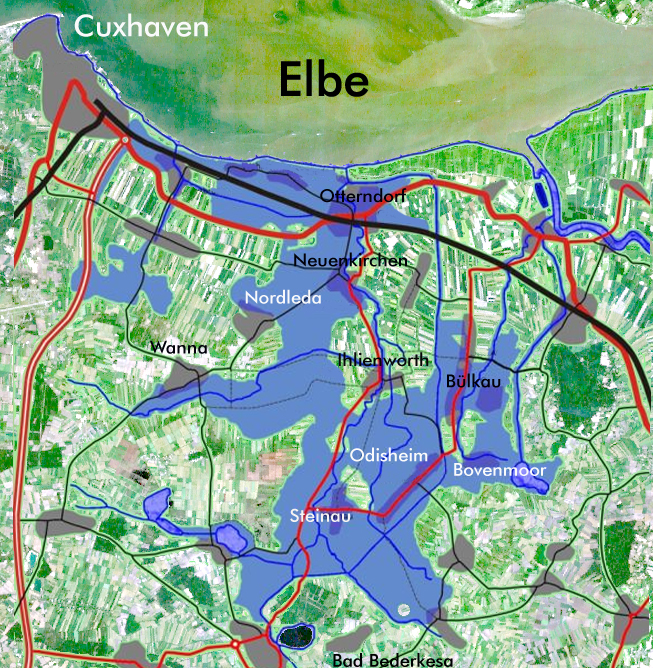
Betroffenes Gebiet bei einer „kleinen“ Sturmflut von nur 4,5 m bei einem Deichbruch am Glameyer-Stack, Otterndorf.

### Lage
Odisheim liegt im Niederelbegebiet. Die Nähe zur Elbmündung und zur Nordsee bringen die Gefahr mit sich, dass im Falle eines Deichbruchs bei einer Sturmflut das maximal 2 m über NHN, zu einem großen Teil aber auch unter dem Meeresspiegel liegende Gemeindegebiet zu weiten Teilen überflutet würde. Ein mögliches Szenario wird im Artikel Glameyer-Stack beschrieben.

### Gemeindegliederung (Ortsteile)
- Am See
- Dreieck
- Kirchdorf
- Norderteil
- Süderteil

### Nachbargemeinden
| Ihlienworth |                                             | Bülkau    |
|             | Kompassrose, die auf Nachbargemeinden zeigt |           |
| Steinau     |                                             | Stinstedt |

## Geschichte

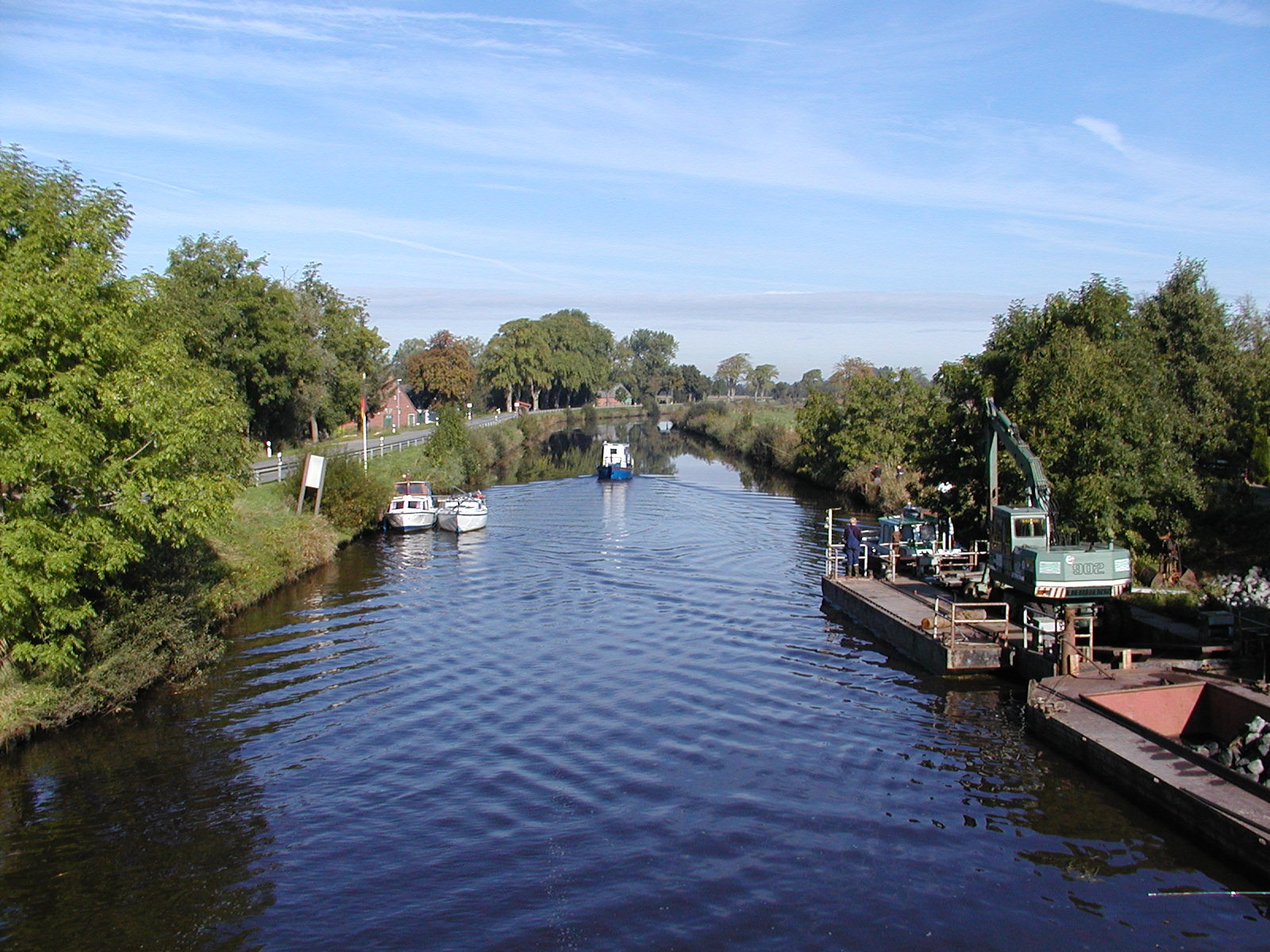
Der Hadler Kanal am Lichtenpils Richtung Süd

Der Name des Ortes geht vermutlich auf vorchristliche und damit vorkarolingische Zeit zurück und bedeutet wohl Odins Heim. Die erste urkundliche Erwähnung fand jedoch erst 1325 statt. Von 1388 bis etwa 1484 gehörte das Kirchspiel Odisheim, zusammen mit den Kirchspielen Steinau, Oster- und Wester-Ihlienworth und Wanna (die „Fünf Kirchspiele“) zur Vogtei Bederkesa. In Dokumenten des 16. Jahrhunderts findet sich die Namensform Odeßhem neben der „christianisierten“ Form Gadeshem („Gottsheim“).

### Einwohnerentwicklung
| Jahr | Einwohner | Quelle |
| ---- | --------- | ------ |
| 1824 | 00–0 ¹    | [ 2 ]  |
| 1848 | 0729 ²    | [ 3 ]  |
| 1910 | 906       | [ 4 ]  |
| 1925 | 874       | [ 5 ]  |
| 1933 | 828       | [ 5 ]  |
| 1939 | 776       | [ 5 ]  |
| 1950 | 12800     | [ 6 ]  |

| Jahr | Einwohner | Quelle |
| ---- | --------- | ------ |
| 1975 | 0654 ³    | [ 7 ]  |
| 1987 | 0600 ³    | [ 8 ]  |
| 1992 | 0583 ³    | [ 8 ]  |
| 2000 | 608 ³     | [ 9 ]  |
| 2010 | 568 ³     | [ 8 ]  |
| 2015 | 497 ³     | [ 10 ] |
| 2018 | 487 ³     | [ 8 ]  |

¹ 138 Feuerstellen

² in 153 Häusern

³ jeweils zum 31. Dezember

### Religion
78 % der Einwohner von Odisheim sind evangelisch, nur 3 % katholisch. Die ev.-luth. Kirchengemeinde Odisheim mit der St.-Jobst-Kirche gehört zum Kirchenkreis Cuxhaven-Hadeln der hannoverschen Landeskirche. Für Reformierte ist die Kirchengemeinde Holßel der Evangelisch-reformierten Kirche zuständig, für die Katholiken die Pfarrei Hl. Kreuz in Otterndorf, die zum Dekanat Bremerhaven im Bistum Hildesheim gehört.

## Politik

### Gemeinderat
Der Rat der Gemeinde Odisheim besteht aus sieben Ratsfrauen und Ratsherren. Dies ist die festgelegte Anzahl für die Mitgliedsgemeinde einer Samtgemeinde mit bis zu 500 Einwohnern. Die Ratsmitglieder werden durch eine Kommunalwahl für jeweils fünf Jahre gewählt. Die aktuelle Amtszeit begann am 1. November 2021 und endet am 31. Oktober 2026.
Die letzten Gemeinderatswahlen ergaben folgende Sitzverteilungen:
| Partei | 2021 | 2016 |
| ------ | ---- | ---- |
| CDU    | 7    | 7    |

### Bürgermeister
Der Gemeinderat wählte das Gemeinderatsmitglied Stefan Skowron (CDU) zum ehrenamtlichen Bürgermeister für die aktuelle Wahlperiode.

### Wappen
Der Entwurf des Kommunalwappens von Odisheim stammt von dem Heraldiker und Wappenmaler Albert de Badrihaye, der zahlreiche Wappen im Landkreis Cuxhaven erschaffen hat.
| Wappen von Odisheim | Blasonierung: „Zweimal geteilt durch ein blau und weiß gewürfeltes Band, dessen Feld oben blau und unten weiß ist; oben: in Blau zwei silberne Pfeilkrautblätter; in der Mitte: das gewürfelte Band; unten: in Silber ein blaues Pfeilkrautblatt.“                                                                                            |
| Wappen von Odisheim | Wappenbegründung: Die Pfeilkrautblätter deuten auf die dort häufig vorkommende Pflanze und zugleich auf den ständigen Kampf der Sietländer mit dem Wasser in ihrer tiefgelegenen binnenländischer Gemarkung hin. Das gewürfelte Band ist dem Wappen des Adelsgeschlechts Kule entlehnt, das im 14. Jahrhundert den Zehnten in Odisheim besaß. |

## Kultur und Sehenswürdigkeiten

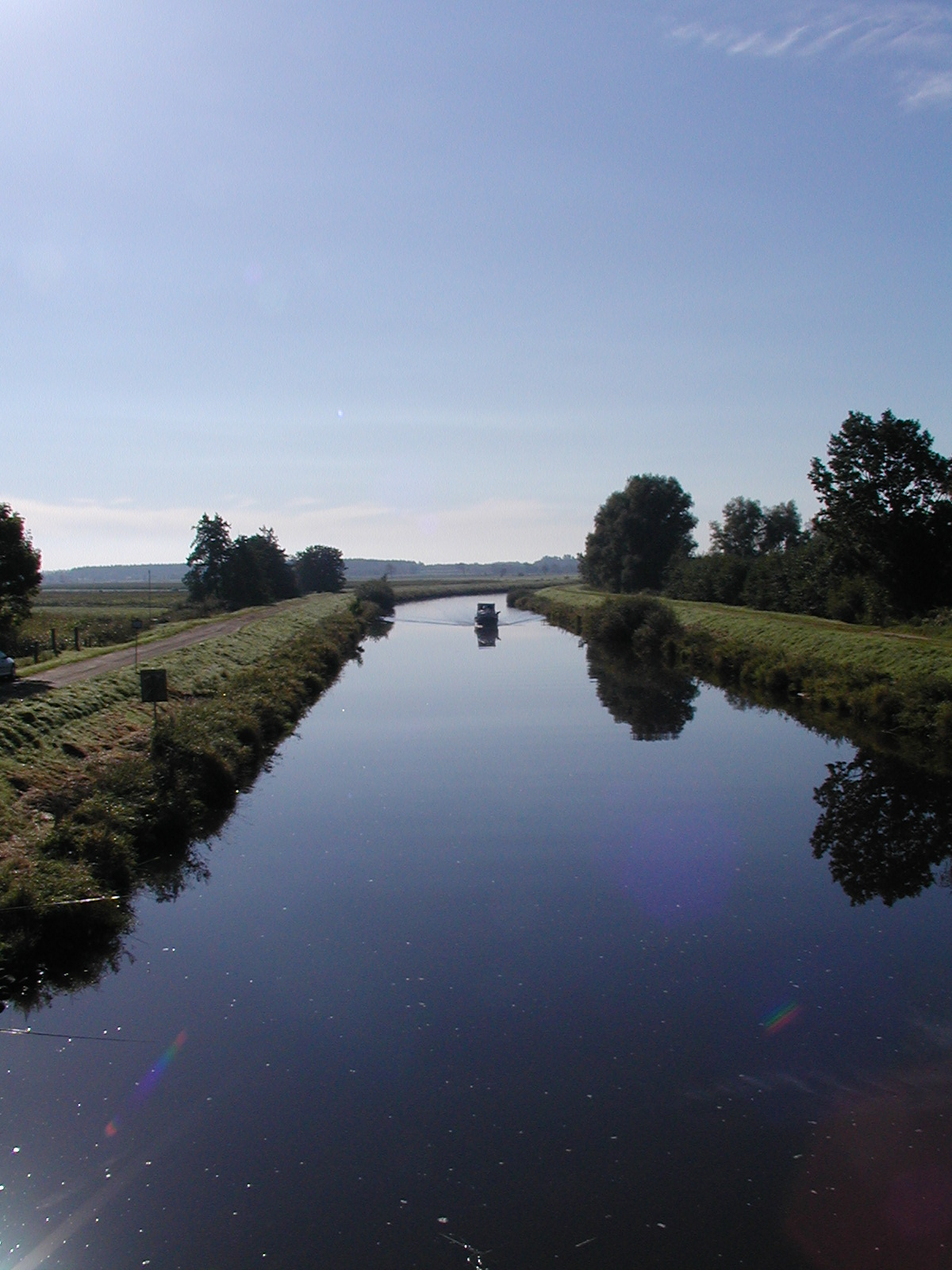
Der Hadler Kanal am Lichtenpils Richtung Süd

### Bauwerke
- St.-Jobst-Kirche
- Pfarrhaus
- Hofanlage Deichstraße 6 von um 1890
- Hofanlage Dorfstraße 32 von 1884/1900
- Wohn- und Wirtschaftsgebäude Dorfstraße 46, Zweiständer-Hallenhaus in Fachwerk von um 1853.
- Ehemaliges Pfarrhaus Dorfstraße 74 von 1907
- Hadler Sagenweg mit 32 Stationen

### Museum
Die Heimatstuben: Hier werden historische Gegenstände aus Haushalt und Landwirtschaft ausgestellt.

### Gärten
- Der Mori-Garten wurde von Edeltraud Mori angelegt. In der 10.000 qm großen Parkanlage befinden sich Sonnen- und Schattenstauden, Rhododendren, Kamelien sowie ein Teich und seltene Bäume. Nach dem Tod von Mori hat die Gemeinde Odisheim das Anwesen geerbt. Der Garten ist  die Öffentlichkeit zu Veranstaltungen zugänglich und kann täglich von Sonnenaufgang bis Sonnenuntergang besucht werden.

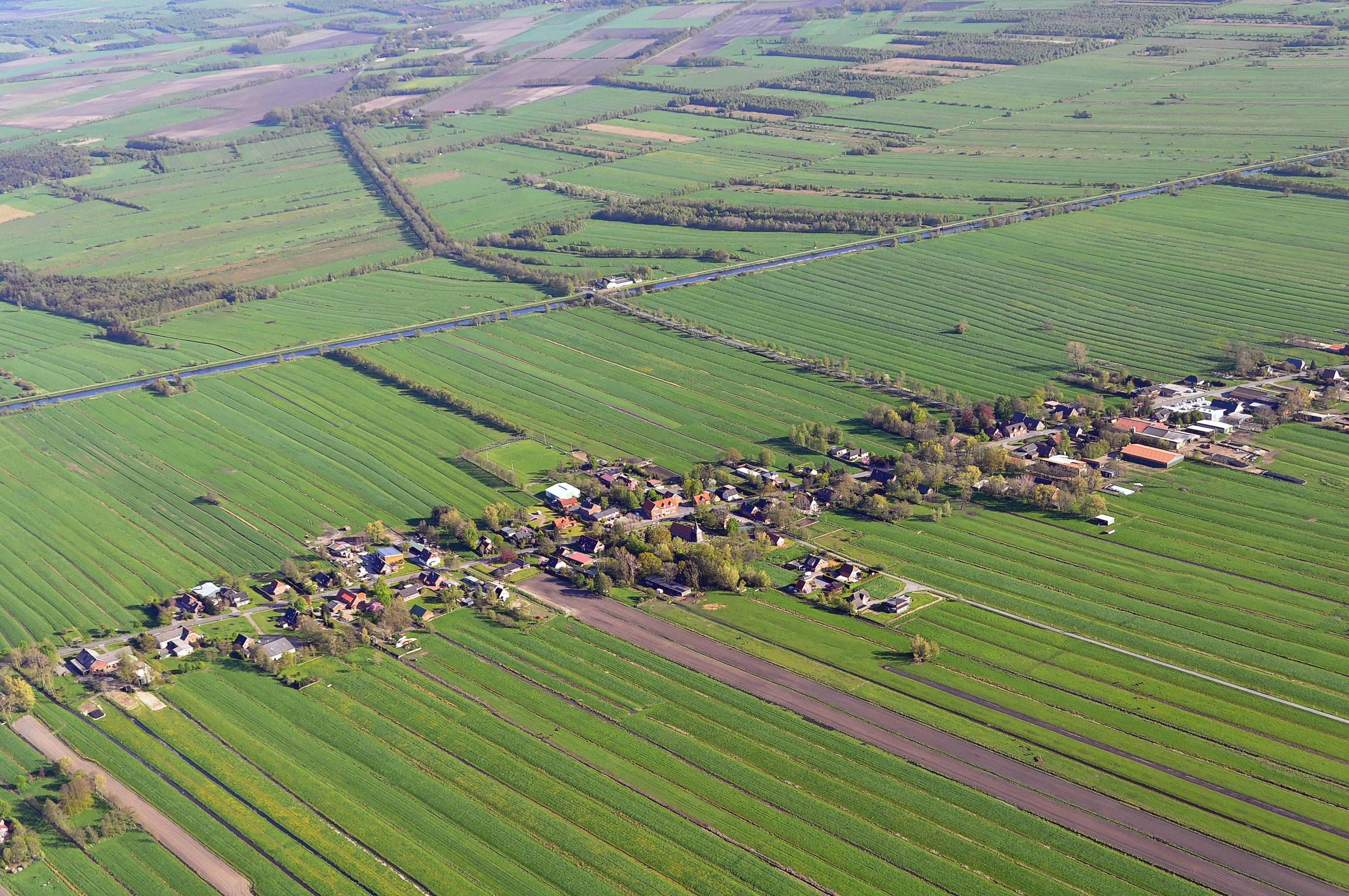
Luftbild
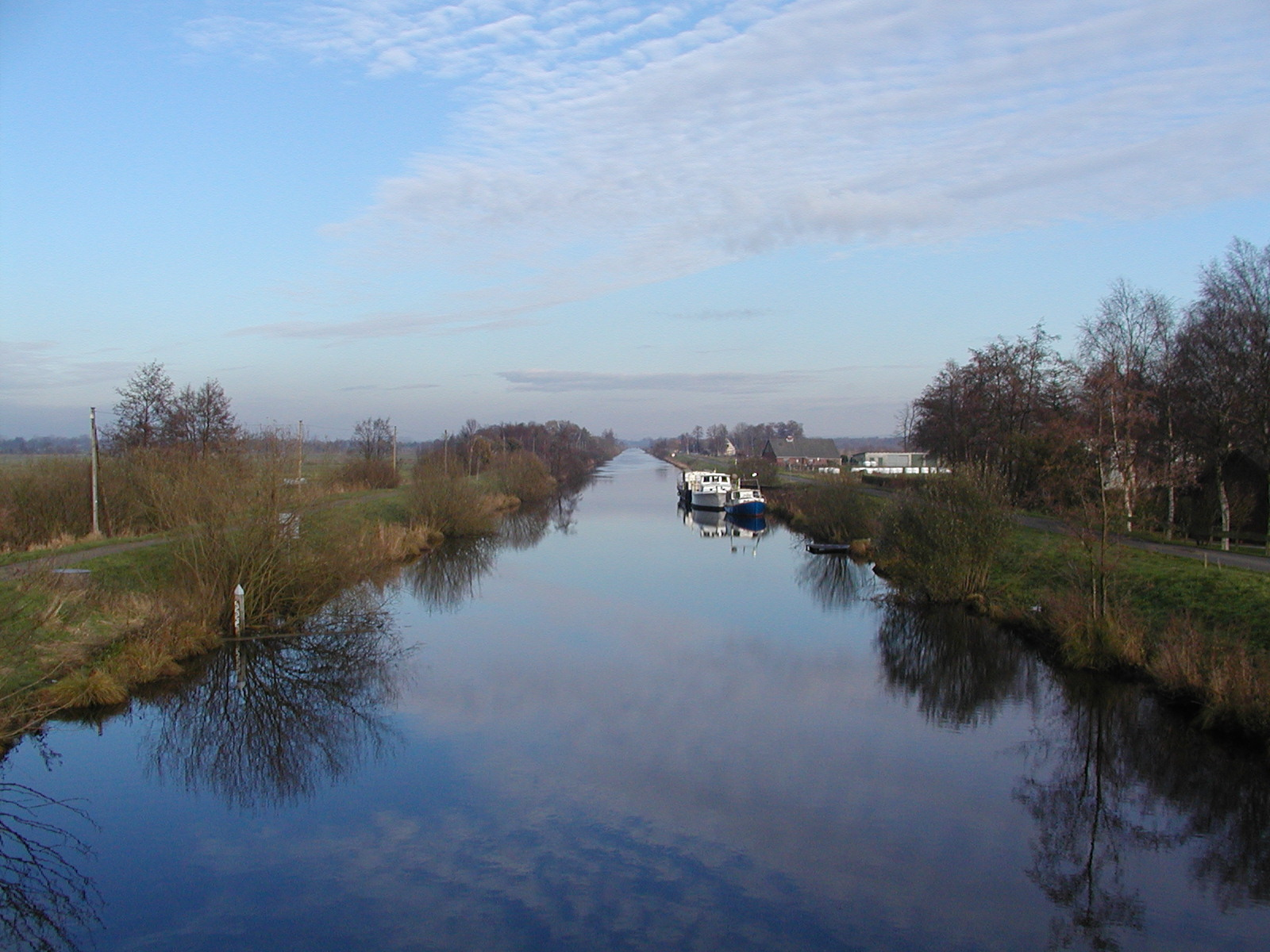
Der Hadler Kanal an der Schöpferwerkstraße
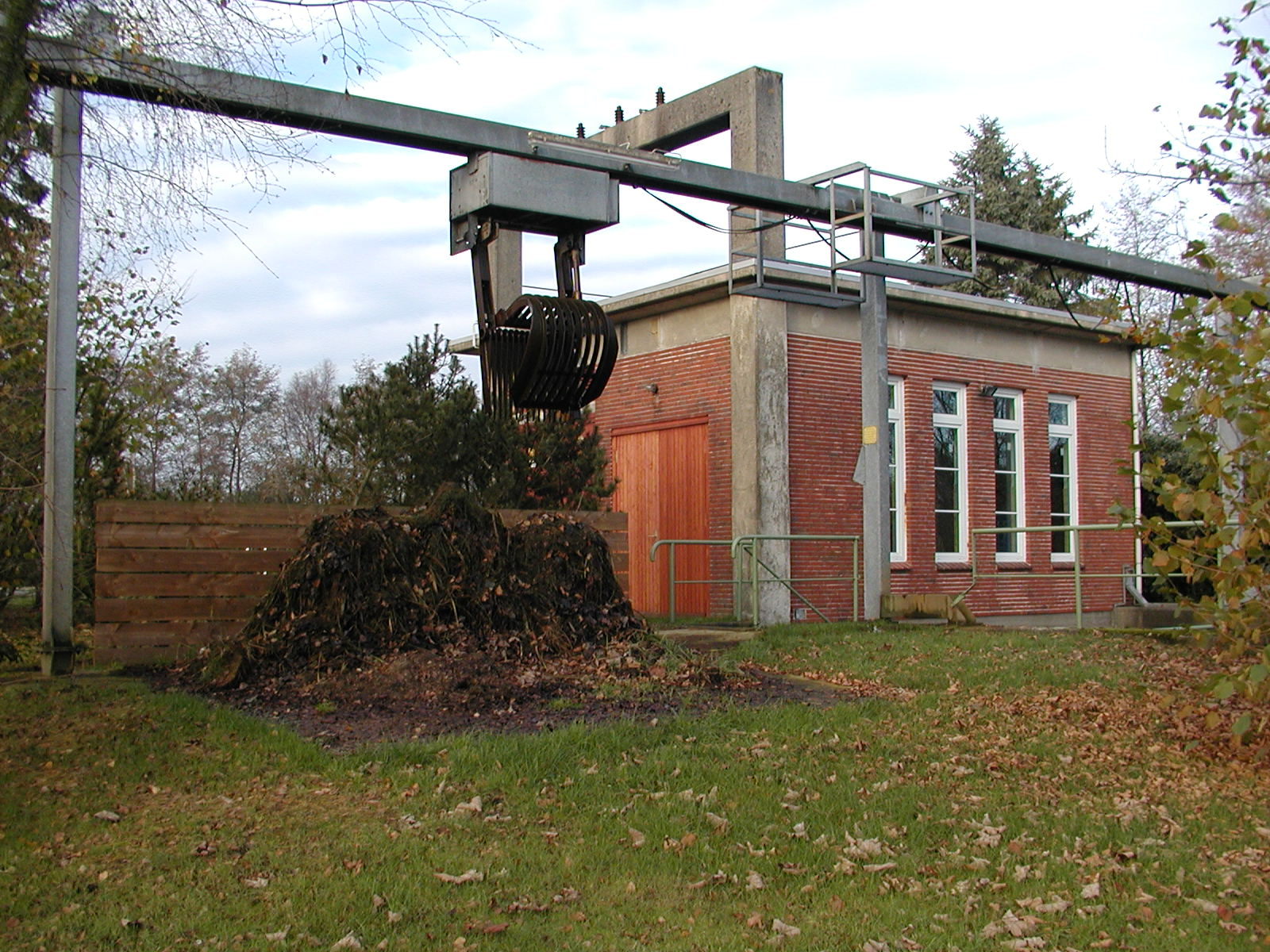
Das Schöpfwerk für die Gösche, die Pumpen werden von Treibgut befreit
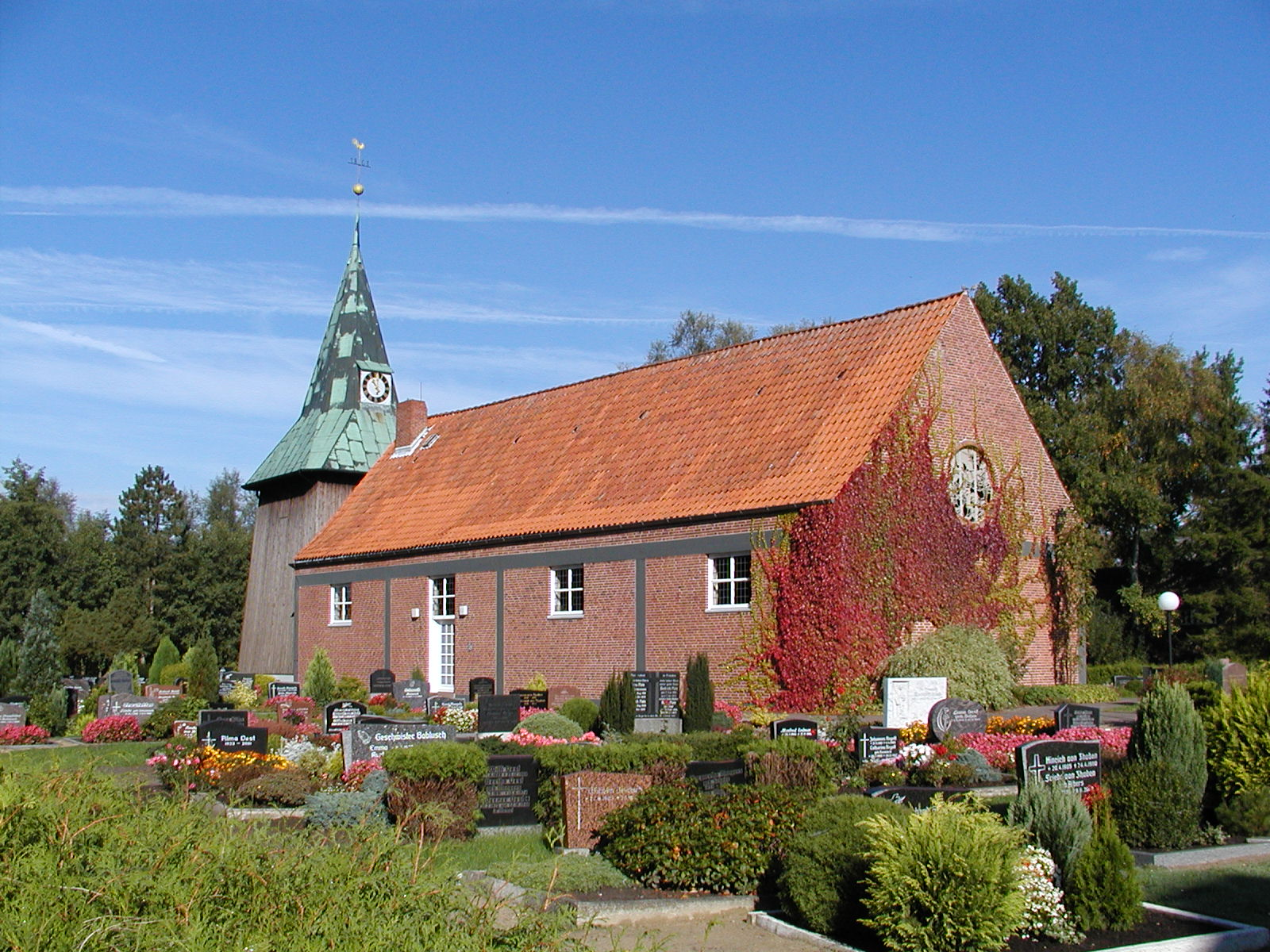
Die St. Jobst geweihte Kirche von Odisheim
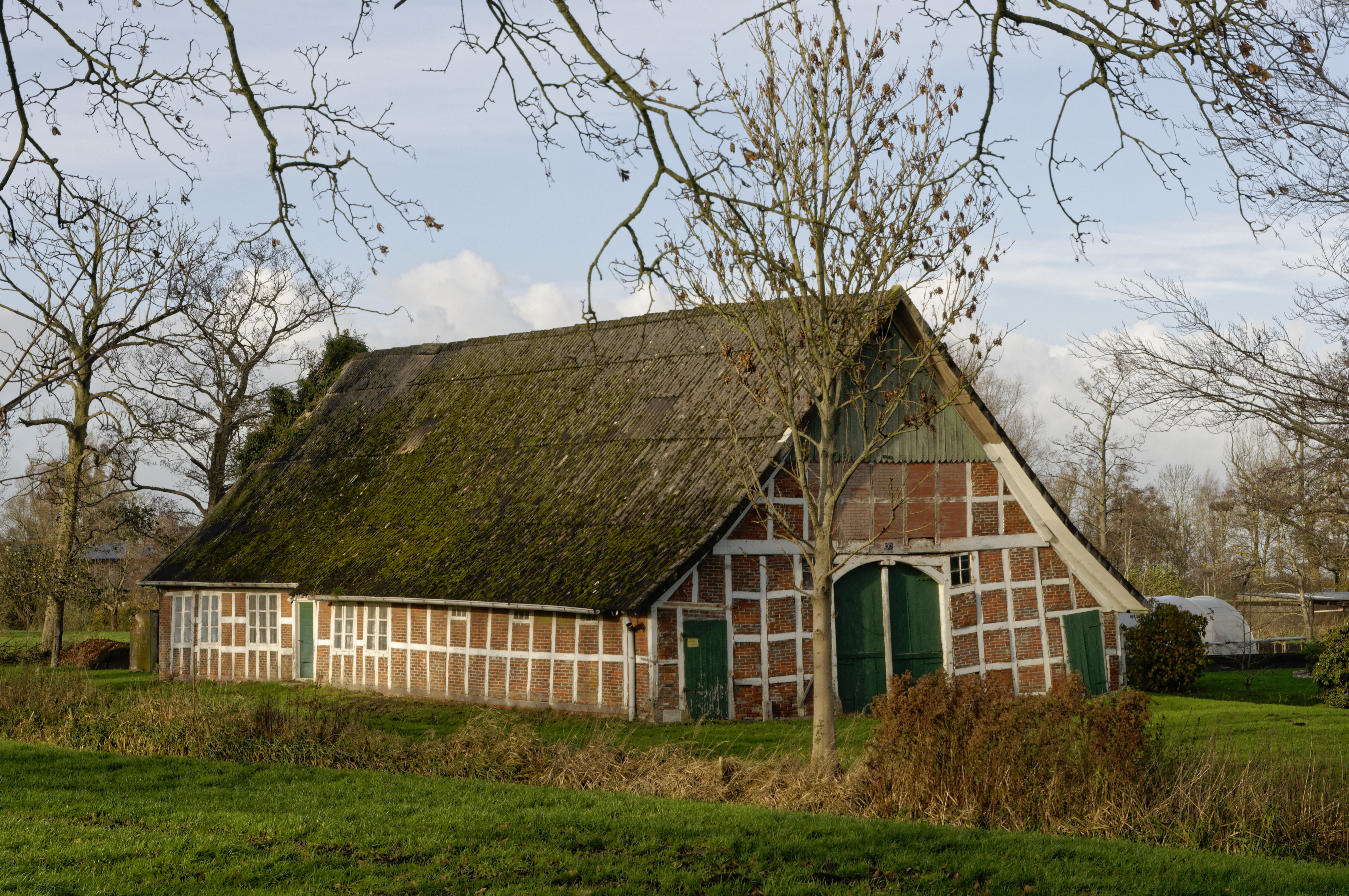
Wohn- und Wirtschaftsgebäude Dorfstraße 46

## Verkehr
Der Ort liegt nahe dem Hadelner Kanal und an der Landesstraße 144.

## Persönlichkeiten
Personen, die mit der Gemeinde in Verbindung stehen
- Georg Rieper (1909–1982), Unternehmer und Erfinder
- Helmut Salzinger (1935–1993), Schriftsteller, Herausgeber und Verleger

## Sagen und Legenden
- Gottes Lohn
- Das Hexenmahl
- Hake Betken siene Duven[17]